# Mikael Persbrandt
Mikael Åke Persbrandt, (Jakobsberg (Stockholm), 1963. szeptember 25. –) svéd színész. 
Főleg mint Gunvald Larsson ismert, a Beck sorozatban. A Sigfrid Larsson szerepéért az Everlasting Moments című filmben (2008), Guldbagge-t kapott a legjobb színész kategóriában. Az Egy jobb világ (2010) című film, amelyben Persbrandt főszerepet játszik, elnyerte az Oscar-díjat a legjobb, nem angol nyelvű film kategóriában.

## Élete és pályafutása
Pályafutását mint balett-táncos kezdte. Számos szerepet játszott a Királyi Drámai Színházban (Dramaten), Stockholmban, és ugyanakkor sok film és televíziós szerepet is. Ő játszotta az agresszív nyomozót, Gunvald Larssont, a Martin Beck filmekben. Persbrandt 2012-ben közelebb lépett a nemzetközi elismeréshez, amikor megkapta Beorn szerepét a Peter Jackson rendezte Hobbit-filmben.

## Magánélete
Maria Bonnevie színésznővel élt 1998-2003 között. Három fia van Sanna Lundell újságíróval, akivel külön háztartásban élnek.

## Válogatott filmográfia
- A hobbit – Oda és vissza (The Hobbit: There and Back Again) (2014)
- A hobbit – Smaug pusztasága (The Hobbit: The Desolation of Smaug) (2013)
- A hipnotizőr (Hypnotisören) (2012)
- Egy jobb világ (Hämnden) (2010)
- A keresztanya sorozat (Die Patin – Kein Weg zurück) (2008)
- Örök pillanatok (Maria Larssons eviga ögonblick) (2008)
- Jelenetek két házasságból (Himlens hjärta) (2008)
- Zsákutca (One Way) (2006)
- Bankrablók (Rånarna) (2003)
- Házasság gyerekszemmel (Alla älskar Alice) (2002)
- Beck (1997-2016)
- Jadotville ostroma (2016)
- Szexoktatás (Sex education) (2019-)
- Eurovíziós Dalfesztivál: A Fire Saga története (Eurovision Song Contest: The Story of Fire Saga) (2019)
- Hammarskjöld (2023)

## Díjak
- Guldsolen (Az arany Nap) 2004
- Ingmar Bergman-díj 2005
- Guldbagge (Aranyos rózsabogár) 2008
- Guldbagge (Aranyos rózsabogár) 2013

## Fordítás
- Ez a szócikk részben vagy egészben  a   Mikael Persbrandt című svéd Wikipédia-szócikk fordításán alapul.  Az eredeti cikk szerkesztőit annak laptörténete sorolja fel. Ez a jelzés csupán a megfogalmazás eredetét és a szerzői jogokat jelzi, nem szolgál a cikkben szereplő információk forrásmegjelöléseként.
- Ez a szócikk részben vagy egészben  a   Mikael Persbrandt című angol Wikipédia-szócikk fordításán alapul.  Az eredeti cikk szerkesztőit annak laptörténete sorolja fel. Ez a jelzés csupán a megfogalmazás eredetét és a szerzői jogokat jelzi, nem szolgál a cikkben szereplő információk forrásmegjelöléseként.